# Wilhelm Kopal
Wilhelm Joseph Kopal (5. listopadu 1853 Lemberg – 1908) byl rakouský šlechtic a důstojník v rakousko-uherské armádě. Patřil k mladší linii rodu Kopalů.

## Život

### Vojenská kariéra
V roce 1869 nastoupil do kadetní školy v Eisenstadtu. Po vyřazení byl přidělen jako poručík k husarskému pluku č. 13 generála jezdectva knížete Friedricha z Lichtenštejna. Dne 1. května 1878 byl povýšen na nadporučíka. Poté byl přijat k husarskému pluku č. 8 generála jezdectva Alexandera von Kollera. Dne 1. října 1885 se zařadil k husarskému pluku č. 16 polního maršál poručíka Eduarda von Clam-Gallase. Dne 1. listopadu 1886 byl povýšen na rytmistra 2. třídy. Dne 1. ledna 1889 byl přemístěn k husarskému pluku č. 2 velkoknížete Nikolaje Nikolajeviče, 1. května téhož roku byl povýšen na rytmistra 1. třídy. Dne 1. května 1898 byl povýšen na majora. Dne 1. listopadu 1901 byl povýšen na podplukovníka jako příslušník husarského pluku č. 4, v letech 1899–1904 zmíněn jako velitel 2. divize tamtéž.

### Povýšení do šlechtického stavu
Mladší linie rodu Kopalů byla díky jeho otci Josefu Kopalovi 30. prosince 1879 povýšena do šlechtického stavu. Wilhelm byl nejvyšším rozhodnutím ze dne 27. května 1900 povýšen do stavu svobodných pánů (baronů).

#### Erb
Listinou danou ve Vídni 6. června 1900 byl rodině polepšen erb. V červeno-zeleně polceném štítě je vsunuta do poloviny sahající zlatá špice s červenou hvězdou, nad špicí je šikmo položený přirozený rýč listem vzhůru překřížený zvráceným mečem se zlatým jílcem a záštitou. Na štítě spočívá koruna svobodných pánů a na ní korunovaná turnajská přilba zepředu s červeno-zlatými a zeleno-zlatými přikrývadly. Klenotem jsou dvě rozevřená křídla, pravé dělené zlato-červeně, levé zeleno-zlatě. Pod štítem se vine stříbrná páska s černou devizou VIRTUTE AVORUM.

### Rodina
Jeho otec Josef Kopal dosáhl hodnosti generálmajora v rakouské císařské armádě.
Wilhelm se v roce 1890 oženil se svobodnou paní Hermínou von Berlichingen, rozenou Götz (* 17. prosince 1863 Vídeň). Měli spolu jediného syna Karla. Mladší linie žila později v Rakousku.

## Vyznamenání
- Řád Františka Josefa – V. třída (rytíř)

- Vojenský záslužný kříž – udělen 19. dubna 1897[9]

- Vojenský služební odznak – III. třída pro důstojníky[10]

- Jubilejní pamětní medaile – bronzová

- Vojenský jubilejní kříž[11]